# Sălătruc, Mehedinți
Sălătruc este un sat în comuna Greci din județul Mehedinți, Oltenia, România.